# Prix de la Fondation Allianz-Institut de France
Le Prix de la Fondation Allianz-Institut de France (ou Prix de recherche de la Fondation Allianz-Institut de France) est un prix de recherche créée en 1984 par la compagnie d'assurance Allianz en partenariat avec l'Institut de France. Il est destiné à récompenser chaque année des travaux de recherches médicales ou biomédicales qui peuvent accroître l’espérance de vie par des actions préventives ou curatives. Le prix
peut-être exceptionnellement décerné à une équipe étrangère, lorsque l'origine ou le développement
des travaux ont été effectués en France ou en liaison étroite avec des équipes françaises. Ce prix est
destiné à favoriser la poursuite de travaux de recherche.
Le prix est doté de 50 000 €.

## Lauréats
- 1984: André Boué et Joëlle Boué pour leurs travaux sur le diagnostic prénatal
- 1985: Michel Fardeau pour ses travaux sur les myopathies
- 1986: Pierre Freychet pour ses travaux sur le diabète et Alain Carpentier et Jean-Noël Fabiani pour leurs travaux sur la chirurgie cardiaque
- 1987: Claude Amiel pour ses travaux sur le rein et l’oreille interne
- 1988: Jean-Louis Mandel pour ses travaux sur le chromosome X humain
- 1989: Jean Rosa pour ses travaux sur l’hémoglobine et ses maladies
- 1990: Pierre Tiollais pour ses travaux sur l'hépatite B
- 1991: Michel Lazdunski pour ses travaux sur les canaux ioniques
- 1992: Claude Griscelli pour ses travaux sur le système immunitaire
- 1993: Jean-Paul Lévy pour ses travaux sur le lymphocyte T tueur et les rétrovirus
- 1994: Edwin Milgrom pour ses travaux sur les hormones sexuelles et hormones stéroïdes dans le cadre de la biologie de la reproduction.
- 1995: Yves Agid pour ses travaux sur les maladies dégénératives
- 1996: Jean Weissenbach pour ses travaux de cartographie du génome humain
- 1997: Diane Mathis et Christophe Benoist pour leurs travaux sur les techniques de transgenèse
- 1998: Gilles Thomas pour ses travaux sur le génome humain et ses applications cliniques
- 1999: Jacques Pouysségur pour ses travaux sur le contrôle de la division cellulaire
- 2000: Philippe Sansonetti pour ses travaux sur l'intestin et les bactéries Shigella
- 2001: Alain Prochiantz pour ses travaux sur les mécanismes de communication intercellulaire
- 2002: Jean-Marc Égly pour ses travaux sur la régulation de l'expression des gènes
- 2003: Philippe Menasché pour ses travaux sur la protection du myocarde et la transplantation cellulaire
- 2004: Patrice Courvalin pour ses travaux sur la résistance des bactéries aux antibiotiques
- 2005: Marcel Méchali pour ses travaux sur la réplication chromosomique
- 2006: Simon Wain-Hobson, pour ses travaux sur le SIDA
- 2007: William Vainchenker pour ses recherches en  hématologie
- 2008: Jean-Laurent Casanova pour ses recherches sur la prédisposition aux maladies virales et bactériennes de l’enfant
- 2009: Bertran Auvert pour ses travaux sur l'épidémiologie du VIH en Afrique
- 2010: Éric Gilson pour ses travaux sur le rôle des télomères dans le cancer et le vieillissement
- 2011: Olivier Pourquié pour ses travaux sur le développement embryonnaire des muscles et des vertèbres
- 2012: Giacomo Cavalli pour ses travaux sur la transmission héréditaire de la mémoire cellulaire
- 2013: Edith Heard pour ses travaux sur l'inactivation du chromosome X chez les femelles de mammifères
- 2014: Didier Samuel, pour ses travaux sur la transplantation hépatique[2].
- 2015: Michel Cogné, pour ses travaux sur l'allergie et de l'immunopathologie rénale[3].
- 2016: Artur Scherf, pour ses travaux sur la biologie du parasite à l’origine du paludisme chez l’homme, le Plasmodium falciparum.
- 2017: Alexis Brice, pour ses recherches sur les bases génétiques et moléculaires de plusieurs maladies neurodégénératives.
- 2018: Monsef Benkirane
- 2019: Lluis Quintana-Murci[4]
- 2020: Rosa Cossart, Directrice  de  recherche  CNRS, Institut  de Neurobiologie de la Méditerranée (Inserm/Aix-Marseille Université)
- 2021: Nicolas Manel, Directeur de recherche INSERM, responsable de l’équipe « Immunité innée » dans l’unité « Immunité et cancer » à l’Institut Curie[5].
- 2022 : Alexandra Durr, Professeur de génétique médicale à l’université Paris-Sorbonne et responsable de l’équipe “Neurogénétique fondamentale et translationnelle” à l’Institut du Cerveau à la Salpêtrière[6].
- 2023 : Matthieu Piel, Directeur de recherche CNRS à l'Institut Curie et à l'Institut Pierre-Gilles de Gennes[7].
- 2024 : Gaëlle Legube, Directrice de recherche, Centre de biologie intégrative (CNRS/Université Toulouse Paul Sabatier)